# Trichocerca insignis
Trichocerca insignis är en hjuldjursart som först beskrevs av Herrick 1885.  Trichocerca insignis ingår i släktet Trichocerca och familjen Trichocercidae. Arten är reproducerande i Sverige. Inga underarter finns listade i Catalogue of Life.